# Herbert Weigel
Herbert Weigel (* 18. Oktober 1912; † 20. Juni 1943) war ein deutscher Fußballspieler.

## Karriere

### Vereine

#### Planitzer SC
Weigel gehörte dem Planitzer SC an, für den er als Stürmer in der Gauliga Sachsen, eine von zunächst 16, später auf 23 aufgestockten Gauligen zur Zeit des Nationalsozialismus als einheitlich höchste Spielklasse im Deutschen Reich, von 1935 bis 1939 und von 1940 bis 1942 Punktspiele bestritt.
In seiner Premierensaison entging seine Mannschaft in der zehn Vereine umfassenden Gauliga mit dem achten Platz denkbar knapp dem Abstieg in die Bezirksklasse Zwickau, da sie den besseren Torquotienten gegenüber den Sportfreunden Dresden aufwies. Am Ende der Folgesaison schloss seine Mannschaft diese als Drittplatzierter ab, 1940/41 als Zweitplatzierter, bevor 1941/42 die Gaumeisterschaft folgte. Dieser Erfolg berechtigte seine Mannschaft zur Teilnahme an der Endrunde um die Deutsche Meisterschaft. Sein Debüt am 7. Juni 1942 im Wiener Praterstadion bei der 2:3-Niederlage im Viertelfinale gegen den First Vienna FC blieb sein einziges Endrundenspiel. Für den Planitzer SC kam er 1937 in zwei, 1939 in einem und 1940 in zwei Spielen um den Tschammerpokal zum Einsatz. Bei seinem Debüt am 29. August 1937 beim 3:1-Erstrundensieg über den Beuthener SuSV 09 erzielte er mit dem Treffer zum 1:0 in der fünften Minute sein erstes von insgesamt zwei Toren. Sein letztes Pokalspiel fand am 8. September 1940 beim SC Wacker Wien statt, das in der 2. Schlussrunde mit 2:6 verloren wurde.

#### VfL Osnabrück
Ab Ende November 1939 spielte er in der Gauliga Niedersachsen mehrfach als Gastspieler für den VfL Osnabrück. In der in zwei Gruppen unterteilten Gauliga ging er mit seiner Mannschaft als ungeschlagener Sieger der Gruppe Nord hervor. Das in Hin- und Rückspiel ausgetragene Meisterschaftsfinale gegen Hannover 96, den Sieger der Gruppe Süd, wurde im Gesamtergebnis mit 5:4 gewonnen. Weigel wirkte daran nicht mehr mit; auch in der sich anschließenden Endrunde um die Deutsche Meisterschaft wurde er nicht eingesetzt.
Im 1935 eingeführten Wettbewerb um den Tschammerpokal, dem Pokalwettbewerb für Vereinsmannschaften, kam er beim 3:2-Sieg in der 2. Schlussrunde am 19. November 1939 über den FC Schalke 04 zum Einsatz und traf zum 2:2 in der 78. Minute. Sein letztes Pokalspiel für den VfL Osnabrück bestritt er am 10. Dezember 1939 bei der 0:4-Niederlage im Achtelfinale gegen den SV Waldhof Mannheim.

### Auswahlmannschaft
Als Spieler der Gauauswahlmannschaft Sachsen nahm er am Gauauswahlwettbewerb um den Reichsbundpokal teil. Nach den Siegen im Achtel- und Viertelfinale mit 6:3 über die Gauauswahlmannschaft Nordmark und 14:1 über die Gauauswahlmannschaft Pommern, erreichte seine Mannschaft das am 16. Juni 1940 angesetzte Halbfinale. Gegen die Gauauswahlmannschaft Niederrhein steuerte er im Duisburger Wedaustadion beim 3:2-Sieg n. V. das Tor zum 1:1 per Strafstoß in der 38. Minute bei. Auch im Finale, das am 30. Juni 1940 in Augsburg gegen die Gauauswahlmannschaft Bayern mit 1:3 verloren wurde, wirkte er mit. Nicht aber im 1941er-Finale, das seine Mannschaft am 7. September mit 2:0 gegen die Gauauswahlmannschaft Bayern gewann. Als Teil der Mannschaft darf er sich dennoch Pokalsieger nennen, hatte er doch zuvor im Halbfinale mitgewirkt, das am 9. März 1941 gegen die Gauauswahlmannschaft Baden mit 7:2 unter Einschluss seiner beiden Tore zum 3:1 und 7:2 in der 44. und 81. Minute gewonnen wurde.

## Erfolge
- Gaumeister Sachsen 1942
- Gaumeister Niedersachsen 1940
- Reichsbundpokal-Sieger 1941, -Finalist 1940